# Rhopalosiphum enigmae
Rhopalosiphum enigmae är en insektsart som beskrevs av Hottes och Theodore Henry Frison 1931. Rhopalosiphum enigmae ingår i släktet Rhopalosiphum och familjen långrörsbladlöss. Inga underarter finns listade i Catalogue of Life.